# Ábalos
Ábalos là một đô thị trong tỉnh và cộng đồng tự trị La Rioja, phía bắc Tây Ban Nha. Đô thị này có diện tích là 18,1 ki-lô-mét vuông, dân số năm 2009 là 387 người với mật độ 21,38 người/km². Đô thị này có cự ly 29 km so với tỉnh lỵ Logroño.